# Perdita sidae
Perdita sidae är en biart som beskrevs av Cockerell 1897. Perdita sidae ingår i släktet Perdita och familjen grävbin. Inga underarter finns listade i Catalogue of Life.